# Gens Sulpicia
De gens Sulpicia was een van oorsprong patricische, later ook plebeïsche, gens uit het oude Rome, een van de oudste romeinse gentes die een lange reeks van invloedrijke personen opleverde. Het eerste lid van de gens dat de positie van consul bereikte was Servius Sulpicius Camerinus Cornutus, in 500 v.Chr., slecht negen jaar na de verbanning van de Tarquinii en de stichting van de Romeinse Republiek. Het nomen gentile is Sulpicius of Sulpicia (voor vrouwen). 

## Bekende leden van degens Sulpicia
- Servius Sulpicius P.f. Camarinus (Camerinus) Cornutus, consul 500 v.Chr.
- Q. Sulpicius Camerinus Cornutus, consul 490 v.Chr.
- Ser. Sulpicius Camerinus Cornutus, consul 461 v.Chr.
- Servius Sulpicius Q.f. Camerinus, consul suffectus 393 v.Chr.-391 v.Chr.
- Servius Sulpicius Rufus, tribuun 387 v.Chr., 381 v.Chr.(?), 376 v.Chr., 374 v.Chr.
- C.Sulpicius M.f. Peticus (dictator, vernietiger van de Boii door zijn krijgslist met werpsperen), 364 v.Chr., 361 v.Chr., 355 v.Chr., 353 v.Chr., 351 v.Chr.
- Servius Sulpicius Camerinus Rufus, consul 345 v.Chr.
- C. Sulpicius Ser.f. Longus, consul 337 v.Chr., 323 v.Chr., 314 v.Chr.
- P. Sulpicius Ser.f. Saverrio, consul 304 v.Chr.
- P. Sulpicius P.f. Saverrio, consul 279 v.Chr.
- C. Sulpicius Q.f. Paterculus, consul 258 v.Chr.
- C. Sulpicius C.f. Galus, consul 243 v.Chr.
- Publius Sulpicius Galba Maximus, consul 211 v.Chr., 200 v.Chr.
- C. Sulpicius Galba, consul 166 v.Chr.
- Servius Sulpicius Galba, consul 144 v.Chr.
- Servius Sulpicius Galba, consul 108 v.Chr.
- Sulpicia, dichteres, dochter van S. Sulpicius Rufus, 1e eeuw v.Chr.
- Sulpicia, dichteres, veelgeprezen door Martialis, 1e eeuw n. Chr.
- Publius Sulpicius Rufus, tribuun 88 v.Chr.
- Servius Sulpicius Galba, praetor in 54 v.Chr.
- Servius Sulpicius Rufus, consul 51 v.Chr.
- Sulpicius Blitho, bron voor de biograaf Cornelius Nepos
- Servius Sulpicius, genoemd door Horatius als auteur van romantische gedichten
- Publius Sulpicius Quirinius, consul 12 v.Chr.
- Quintus Sulpicius Camerinus, dichter en/of consul 9
- Gaius Sulpicius Galba, consul 22
- Servius Sulpicius Galba (Galba), keizer 68-69
- Sulpicia Lepidena, schreef een brief naar de commandant van Vindolanda
- Sulpicius Apollinaris, geleerde 2e eeuw
- Sex. Sulpicius Tertullus, consul 158
- Sulpicia Dryantilla, Romeins keizerin in 260, vrouw van Regalianus
- Sulpicius Severus, schrijver ca. 400

## Referentie
- Smith, Dictionary of Greek and Roman Biography and Mythology  v. 3, pag. 944